# Ottawa (rzeka)
Ottawa (fr. Rivière des Outaouais, ang. Ottawa River) – rzeka w Kanadzie, główny dopływ Rzeki Świętego Wawrzyńca. Długość rzeki wynosi 1 271 km, a jej dorzecze obejmuje 146 000 km². Jest podstawową drogą transportu drewna z lasów Północy.
Źródła rzeki znajdują się w wyżynnej części środkowego Quebecu. Przepływa przez liczne jeziora i sztuczne zbiorniki wodne. W swoim środkowym i dolnym biegu wytycza granicę między prowincjami Quebec i Ontario. Ottawa oddziela położoną w Ontario stolicę Kanady Ottawę od quebeckiego Gatineau. Uchodzi do Rzeki Świętego Wawrzyńca powyżej Montrealu.
Wodospady i porohy czynią rzekę niezdatną do żeglugi, ale stopnie wodne zostały wykorzystane i dzisiaj Ottawa daje rocznie 2 miliony kilowatów energii elektrycznej. Ponadto powstał system pochylni dla łatwiejszego spławiania drewna. Wodospad Chaudière, położony na północ od miasta Ottawa, jest największym wodospadem na tej na rzece.
Od najdawniejszych czasów rzeka Ottawa służyła Indianom jako północny szlak komunikacyjny skracający drogę do jeziora Huron. Pierwszym Europejczykiem, który płynął po niej, był w 1610 Étienne Brûlé. Jej bieg badał także Samuel de Champlain – 1615 zapuścił się w górę rzeki, docierając do jeziora Nipissing, a następnie do zatoki Georgian Bay i jeziora Huron.